# Al-Husn, Syria
Al-Husn (tiếng Ả Rập: الحصن, cũng đánh vần al-Hisn) là một ngôi làng lớn ở phía tây bắc Syria, một phần hành chính của Tỉnh Homs, nằm ở phía tây Homs và phía bắc biên giới với Liban. Các địa phương lân cận bao gồm al-Huwash ở phía đông, Anaz ở phía đông nam, Aridah ở phía nam, al-Zarah ở phía tây nam, Zweitina ở phía tây, al-Nasirah và Marmarita ở phía tây bắc, Muqlus ở phía bắc và Mazinah ở phía đông bắc.
Theo Cục Thống kê Trung ương Syria (CBS), al-Husn có dân số 8,980 trong cuộc điều tra dân số năm 2004. Đây là ngôi làng lớn nhất ở al-Huwash nahiyah ("cấp dưới"), bao gồm 19 địa phương với dân số tập thể là 24.684 vào năm 2004. Cư dân của ngôi làng chủ yếu là người Hồi giáo trong một khu vực đông dân bởi các Kitô hữu được gọi là Wadi al-Nasara ("Thung lũng của các Kitô hữu".) 
Ngôi làng được xây dựng xung quanh pháo đài Krak des Chevaliers (được gọi là Hisn al-Akrad trong tiếng Ả Rập) và tên al-Husn có nghĩa là "Lâu đài". Tòa nhà này từng có người ở cho đến khi cư dân của nó được sơ tán bởi chính quyền Pháp, những người muốn khai quật địa điểm này. Tuy nhiên, những người bị phân tán đã xây dựng nhà của họ bên ngoài pháo đài và sau đó được hưởng lợi về tài chính từ du lịch mà nó tạo ra. Ngôi làng đã phát triển với rất ít quy hoạch dân sự, dẫn đến sự phát triển đô thị xung quanh pháo đài. Một nhà hàng tên là Al-Kala'a Restaurant nổi tiếng với khách du lịch nằm trên một ngọn đồi trong làng.
Năm 2014, đây là nơi diễn ra trận chiến Nội chiến Syria.

## Tham khảo

Một con hẻm trong ngôi làng mà pháo đài có thể được nhìn thấy